# Metabraxas clerica
Metabraxas clerica är en fjärilsart som beskrevs av Butler 1881. Metabraxas clerica ingår i släktet Metabraxas och familjen mätare. Inga underarter finns listade i Catalogue of Life.